# Paul Williams (Saxophonist)
Paul „Hucklebuck“ Williams (* 13. Juli 1915 in Lewisburg, Tennessee; † 14. September 2002 in New York City, New York) war ein amerikanischer Blues- und Rhythm-and-Blues-Saxophonist, Komponist und Bandleader.
Nach Auftritten mit Clarence Dorsey und King Porter gründete Williams 1947 seine eigene Band. 1949 hatten sie für Savoy Records mit dem Bluestitel „The Hucklebuck“, der auf Charlie Parkers „Now’s the Time“ basiert, einen großen Hit in den R&B-Charts. Nach diesem Erfolg nannte sich die Band Paul Williams and his Hucklebuckers. Das Stück wurde von etlichen bekannten Musikern neu eingespielt, darunter Tommy Dorsey, Frank Sinatra, Roy Milton und Lionel Hampton. Neben „The Hucklebuck“ hatte Paul Williams eine Reihe weiterer Hits, etwa „35-30“ (1948) und „Walkin’ Around“ (1949). 
1952 nahm Williams mit seiner Band am Moondog Coronation Ball in Cleveland, Ohio teil, das als erstes Rock-’n’-Roll-Konzert gilt. In den 1960ern arbeitete er in der Hausband von Atlantic Records und als Bandleader für Lloyd Price und James Brown. Ende der 1960er zog sich Williams aus dem Musikgeschäft zurück und gründete eine Künstleragentur.